# Лувиньи, Луи де Ла Порт де
Луи де Ла Порт де Лувиньи (фр. Louis de La Porte de Louvigné; 1662 — 27 августа 1725 года) — французский военнослужащий, мэр Квебека и губернатор Труа-Ривьер.

## Биография
Луи де Ла Порт де Лувиньи родился в Париже или Ле-Мане около 1662 года. Он был сыном Жана де Ла Порта и Франсуазы Фокроль (или Фукрель) и происходил из богатой и знатной семьи из Лаваля, Майен. 
Лувиньи шесть лет служил младшим офицером в Наваррском полку, прежде чем в 1683 году прибыл в Новую Францию. 26 октября 1684 года Лувиньи женился на Мари Нолан в Квебеке, в результате чего у него родились три дочери и один сын. Еще шестеро их детей умерли в младенчестве.
После нескольких экспедиций против враждебных ирокезов губернатор Жак-Рене де Бризе де Денонвиль отправил его с миссией в район Гудзонова залива в 1688 году. В 1689 году преемник Денонвиля Луи де Бюад де Фронтенак приказал Лувиньи со 170 солдатами направиться в форт Мишилимакино, где он оставался командующим до 1694 года. 7 ноября 1699 года Лувиньи, в чине капитана, был назначен командиром форта Фронтенак. Следующей зимой он и его гарнизон занялись торговлей пушниной с ирокезами, нарушив тем самым указ 1696 года, запрещавший любую торговлю на западных постах колонии. Лувиньи был арестован, но вместо военного трибунала ему удалось предстать перед судом Суверенного совета. Совет отправил его обратно во Францию, где король лишил его должности главы города Труа-Ривьера. Однако вскоре после этого, в 1703 году, он вернулся в Новую Францию и был назначен мэром города Квебек.
В 1705 году группа оттава напала на охотничий отряд сенека возле форта Фронтенак, убила нескольких из них, а других увела в плен в Мишилимакино. Мирный договор, который ирокезы заключили с Новой Францией, оказался под угрозой. Новый губернатор колонии Филипп де Риго де Водрёй отправил Лувиньи разобраться с этим инцидентом, освободить пленников и привезти виновных оттава в Монреаль. Успех этой миссии помог капитану утвердиться в качестве одного из главных помощников губернатора. По рекомендации Водрёя он был награждён военным орденом Святого Людовика в 1708 году, а также был избран командующим в Мишилимакино, когда этот форт, оставленный королевским приказом с 1696 года, был восстановлен в 1712 году. В начале 1715 года Водрёй начал готовить военную кампанию против фоксов, назначив её главой Лувиньи. Но задуманная экспедиция не состоялась, весной того же года капитан тяжело заболел и оказался прикован к постели в Монреале. Позднее на пост начальника кампании был назначен находящийся в Мишилимакино Констан ле Маршан де Линьери.
В мае 1716 года Лувиньи возглавил военную экспедицию на запад во время Первой войны фоксов. Сражение продлилось четыре дня, после чего он принял предложение фоксов, которые согласились на мир со всеми союзными французам племенами и были готовы возместить своим бывшим врагам убытки.  В 1720 году он был назначен главнокомандующим войсками Верхних земель. В 1724 году, во время визита во Францию, Лувиньи был назначен губернатором Труа-Ривьера, но он не дожил до того, чтобы занять свой пост. На обратном пути из Франции корабль «Шамо» налетел на риф близ Кейп-Бретона и затонул 27 августа 1725 года. Никто из пассажиров не выжил, включая Лувиньи.